# Uefa Champions League 2021/2022
Uefa Champions League 2021/2022 var den 67:e säsongen av Uefa Champions League, och den 30:e säsongen sedan den bytte namn från Europacupen, Europas största fotbollsturnering för klubblag, före Europa League respektive Europa Conference League. 
Detta var första säsongen sedan 1998/1999 (sista säsongen som Cupvinnarcupen spelades) som tre klubblagstävlingar organiserades av Uefa, Champions League, Europa League och Europa Conference League.
Uefa meddelade den 24 juni 2021 att man godkände förslaget om att avskaffa bortamålsregeln i alla Uefas klubblagstävlingar, en regel som använts sedan 1965.

## Deltagare

### Förbundsranking
Till Uefa Champions League 2020/2021 tilldelas förbunden platser enligt deras tidigare placering på Uefas ligakoefficient under 2019, vilket tar hänsyn till deras prestationer i europeiska tävlingar från säsongen 2014/2015 till säsongen 2018/2019.
Bortsett från tilldelningen av platser utifrån koefficient-placeringarna kan förbunden även få ytterligare tillgång till medverkande lag i Champions League, enligt nedan:
- (UCL) – Ytterligare en plats till vinnaren av Uefa Champions League
- (UEL) – Ytterligare en plats till vinnaren av Uefa Europa League

| Ranking | Förbund       | Koeff.  | Lag | Notering |
| ------- | ------------- | ------- | --- | -------- |
| 1       | Spanien       | 102.283 | 4   |          |
| 2       | England       | 90.462  | 4   |          |
| 3       | Tyskland      | 74.784  | 4   |          |
| 4       | Italien       | 70.653  | 4   |          |
| 5       | Frankrike     | 59.248  | 3   |          |
| 6       | Portugal      | 49.449  | 3   |          |
| 7       | Ryssland      | 45.549  | 2   |          |
| 8       | Belgien       | 37.900  | 2   |          |
| 9       | Ukraina       | 36.100  | 2   |          |
| 10      | Nederländerna | 35.750  | 2   |          |
| 11      | Turkiet       | 33.600  | 2   |          |
| 12      | Österrike     | 32.925  | 2   |          |
| 13      | Danmark       | 29.250  | 2   |          |
| 14      | Skottland     | 27.875  | 2   |          |
| 15      | Tjeckien      | 27.300  | 2   |          |
| 16      | Cypern        | 26.750  | 1   |          |
| 17      | Schweiz       | 26.400  | 1   |          |
| 18      | Grekland      | 26.300  | 1   |          |
| 19      | Serbien       | 25.500  | 1   |          |

| Ranking | Förbund       | Koeff. | Lag | Notering |
| ------- | ------------- | ------ | --- | -------- |
| 20      | Kroatien      | 24.875 | 1   |          |
| 21      | Sverige       | 22.750 | 1   |          |
| 22      | Norge         | 21.750 | 1   |          |
| 23      | Israel        | 19.625 | 1   |          |
| 24      | Kazakstan     | 19.250 | 1   |          |
| 25      | Belarus       | 18.875 | 1   |          |
| 26      | Azerbajdzjan  | 18.750 | 1   |          |
| 27      | Bulgarien     | 17.375 | 1   |          |
| 28      | Rumänien      | 16.700 | 1   |          |
| 29      | Polen         | 16.625 | 1   |          |
| 30      | Slovakien     | 15.875 | 1   |          |
| 31      | Liechtenstein | 13.500 | 0   |          |
| 32      | Slovenien     | 13.000 | 1   |          |
| 33      | Ungern        | 12.875 | 1   |          |
| 34      | Luxemburg     | 8.000  | 1   |          |
| 35      | Litauen       | 7.875  | 1   |          |
| 36      | Armenien      | 7.625  | 1   |          |
| 37      | Lettland      | 7.625  | 1   |          |

| Ranking | Förbund                 | Koeff. | Lag | Notering |
| ------- | ----------------------- | ------ | --- | -------- |
| 38      | Albanien                | 7.375  | 1   |          |
| 39      | Nordmakedonien          | 7.375  | 1   |          |
| 40      | Bosnien och Hercegovina | 6.875  | 1   |          |
| 41      | Moldavien               | 6.750  | 1   |          |
| 42      | Irland                  | 6.700  | 1   |          |
| 43      | Finland                 | 6.500  | 1   |          |
| 44      | Georgien                | 5.750  | 1   |          |
| 45      | Malta                   | 5.750  | 1   |          |
| 46      | Island                  | 5.375  | 1   |          |
| 47      | Wales                   | 5.00   | 1   |          |
| 48      | Nordirland              | 4.875  | 1   |          |
| 49      | Gibraltar               | 4.750  | 1   |          |
| 50      | Montenegro              | 4.375  | 1   |          |
| 51      | Estland                 | 4.375  | 1   |          |
| 52      | Kosovo                  | 4.000  | 1   |          |
| 53      | Färöarna                | 2.500  | 1   |          |
| 54      | Andorra                 | 2.831  | 1   |          |
| 55      | San Marino              | 0.666  | 1   |          |

### Lag
Noteringen inom parentes visar hur varje lag kvalificerat sig för turneringen.
- TH=Titelhållare av Champions League 2020/2021
- EL=Titelhållare av Europa League 2020/2021
- 1:a, 2:a, 3:a, 4:a: Inhemsk ligaplacering

| Gruppspel       | Gruppspel                    | Gruppspel                 | Gruppspel               |
| --------------- | ---------------------------- | ------------------------- | ----------------------- |
| Chelsea (4:a)TH | Villarreal (7:a)EL           | Atlético Madrid (1:a)     | Real Madrid (2:a)       |
| Barcelona (3:a) | Sevilla (4:a)                | Manchester City (1:a)     | Manchester United (2:a) |
| Liverpool (3:a) | Bayern München (1:a)         | RB Leipzig (2:a)          | Borussia Dortmund (3:a) |
| Wolfsburg (4:a) | Inter (1:a)                  | AC Milan (2:a)            | Atalanta (3:a)          |
| Juventus (4:a)  | Lille (1:a)                  | Paris Saint-Germain (2:a) | Sporting Lissabon (1:a) |
| Porto (2:a)     | Zenit Sankt Petersburg (1:a) | Club Brugge (1:a)         | Dynamo Kiev (1:a)       |
| Ajax (1:a)      | Beşiktaş (1:a)               |                           |                         |

## Kvalomgångar

### Inledande kvalomgång
| Inledande kvalomgången – semifinaler – 4 deltagande klubblag | Inledande kvalomgången – semifinaler – 4 deltagande klubblag | Inledande kvalomgången – semifinaler – 4 deltagande klubblag |
| ------------------------------------------------------------ | ------------------------------------------------------------ | ------------------------------------------------------------ |
| Lag 1                                                        | Resultat                                                     | Lag 2                                                        |
| Folgore Falciano Calcio                                      | 0–2                                                          | Prishtina                                                    |
| HB                                                           | 0–1                                                          | Inter Club d'Escaldes                                        |

| Inledande kvalomgången – final – 2 deltagande klubblag | Inledande kvalomgången – final – 2 deltagande klubblag | Inledande kvalomgången – final – 2 deltagande klubblag |
| ------------------------------------------------------ | ------------------------------------------------------ | ------------------------------------------------------ |
| Lag 1                                                  | Resultat                                               | Lag 2                                                  |
| Prishtina                                              | 2–0                                                    | Inter Club d'Escaldes                                  |

### Första kvalomgången
| Första kvalomgången – 36 deltagande klubblag | Första kvalomgången – 36 deltagande klubblag | Första kvalomgången – 36 deltagande klubblag | Första kvalomgången – 36 deltagande klubblag | Första kvalomgången – 36 deltagande klubblag |
| -------------------------------------------- | -------------------------------------------- | -------------------------------------------- | -------------------------------------------- | -------------------------------------------- |
| Lag 1                                        | Totalt                                       | Lag 2                                        | Möte 1                                       | Möte 2                                       |
| Fola Esch                                    | 2–7                                          | Lincoln Red Imps                             | 2–2                                          | 0–5                                          |
| Slovan Bratislava                            | 3–2                                          | Shamrock Rovers                              | 2–0                                          | 1–2                                          |
| Malmö FF                                     | 2–1                                          | Riga                                         | 1–0                                          | 1–1                                          |
| FK Bodø/Glimt                                | 2–5                                          | Legia Warszawa                               | 2–3                                          | 0–2                                          |
| Connah's Quay Nomads                         | 2–3                                          | Alashkert                                    | 2–2                                          | 0–1 (e.f.)                                   |
| HJK                                          | 7–1                                          | Budućnost Podgorica                          | 3–1                                          | 4–0                                          |
| Cluj                                         | 4–3                                          | Borac Banja Luka                             | 3–1                                          | 1–2 (e.f.)                                   |
| Shkëndija                                    | 0–6                                          | Mura                                         | 0–1                                          | 0–5                                          |
| Teuta                                        | 0–5                                          | Sheriff Tiraspol                             | 0–4                                          | 0–1                                          |
| Dinamo Tbilisi                               | 2–4                                          | Nefttji                                      | 1–2                                          | 1–2                                          |
| Maccabi Haifa                                | 1–3                                          | Qajrat                                       | 1–1                                          | 0–2                                          |
| Ludogorets Razgrad                           | 2–0                                          | Sjachtar Salihorsk                           | 1–0                                          | 1–0                                          |
| Ferencvárosi                                 | 6–1                                          | Prishtina                                    | 3–0                                          | 3–1                                          |
| Žalgiris                                     | 5–2                                          | Linfield                                     | 3–1                                          | 2–1                                          |
| Flora                                        | 5–0                                          | Hibernians                                   | 2–0                                          | 3–0                                          |
| Dinamo Zagreb                                | 5–2                                          | Valur                                        | 3–2                                          | 2–0                                          |

### Andra kvalomgången
| Andra kvalomgången – Mästare – 20 deltagande klubblag | Andra kvalomgången – Mästare – 20 deltagande klubblag | Andra kvalomgången – Mästare – 20 deltagande klubblag | Andra kvalomgången – Mästare – 20 deltagande klubblag | Andra kvalomgången – Mästare – 20 deltagande klubblag |
| ----------------------------------------------------- | ----------------------------------------------------- | ----------------------------------------------------- | ----------------------------------------------------- | ----------------------------------------------------- |
| Lag 1                                                 | Totalt                                                | Lag 2                                                 | Möte 1                                                | Möte 2                                                |
| Dinamo Zagreb                                         | 3–0                                                   | AC Omonia                                             | 2–0                                                   | 1–0                                                   |
| Slovan Bratislava                                     | 2–3                                                   | Young Boys                                            | 0–0                                                   | 2–3                                                   |
| Legia Warszawa                                        | 3–1                                                   | Flora                                                 | 2–1                                                   | 1–0                                                   |
| Alashkert                                             | 1–4                                                   | Sheriff Tiraspol                                      | 0–1                                                   | 1–3                                                   |
| Olympiakos                                            | 2–0                                                   | Nefttji                                               | 1–0                                                   | 1–0                                                   |
| Qajrat                                                | 2–6                                                   | Röda stjärnan                                         | 2–1                                                   | 0–5                                                   |
| Lincoln Red Imps                                      | 1–4                                                   | Cluj                                                  | 1–2                                                   | 0–2                                                   |
| Malmö FF                                              | 4–3                                                   | HJK                                                   | 2–1                                                   | 2–2                                                   |
| Ferencváros                                           | 5–1                                                   | Žalgiris                                              | 2–0                                                   | 3–1                                                   |
| Mura                                                  | 1–3                                                   | Ludogorets Razgrad                                    | 0–0                                                   | 1–3                                                   |

| Andra kvalomgången – Bäst placerade – 6 deltagande klubblag | Andra kvalomgången – Bäst placerade – 6 deltagande klubblag | Andra kvalomgången – Bäst placerade – 6 deltagande klubblag | Andra kvalomgången – Bäst placerade – 6 deltagande klubblag | Andra kvalomgången – Bäst placerade – 6 deltagande klubblag |
| ----------------------------------------------------------- | ----------------------------------------------------------- | ----------------------------------------------------------- | ----------------------------------------------------------- | ----------------------------------------------------------- |
| Lag 1                                                       | Totalt                                                      | Lag 2                                                       | Möte 1                                                      | Möte 2                                                      |
| Rapid Wien                                                  | 2–3                                                         | Sparta Prag                                                 | 2–1                                                         | 0–2                                                         |
| Celtic                                                      | 2–3                                                         | FC Midtjylland                                              | 1–1                                                         | 1–2 (e.f.)                                                  |
| PSV                                                         | 7–2                                                         | Galatasaray                                                 | 5–1                                                         | 2–1                                                         |

### Tredje kvalomgången
| Tredje kvalomgången – Mästare – 12 deltagande klubblag | Tredje kvalomgången – Mästare – 12 deltagande klubblag | Tredje kvalomgången – Mästare – 12 deltagande klubblag | Tredje kvalomgången – Mästare – 12 deltagande klubblag | Tredje kvalomgången – Mästare – 12 deltagande klubblag |
| ------------------------------------------------------ | ------------------------------------------------------ | ------------------------------------------------------ | ------------------------------------------------------ | ------------------------------------------------------ |
| Lag 1                                                  | Totalt                                                 | Lag 2                                                  | Möte 1                                                 | Möte 2                                                 |
| Dinamo Zagreb                                          | 2–1                                                    | Legia Warszawa                                         | 1–1                                                    | 1–0                                                    |
| Cluj                                                   | 2–4                                                    | Young Boys                                             | 1–1                                                    | 1–3                                                    |
| Olympiakos                                             | 3–3 (1–4 str.)                                         | Ludogorets Razgrad                                     | 1–1                                                    | 2–2 (e.f.)                                             |
| Röda stjärnan                                          | 1–2                                                    | Sheriff Tiraspol                                       | 1–1                                                    | 0–1                                                    |
| Malmö FF                                               | 4–2                                                    | Rangers                                                | 2–1                                                    | 2–1                                                    |
| Ferencváros                                            | 2–1                                                    | Slavia Prag                                            | 2–0                                                    | 0–1                                                    |

| Tredje kvalomgången – Bäst placerade – 8 deltagande klubblag | Tredje kvalomgången – Bäst placerade – 8 deltagande klubblag | Tredje kvalomgången – Bäst placerade – 8 deltagande klubblag | Tredje kvalomgången – Bäst placerade – 8 deltagande klubblag | Tredje kvalomgången – Bäst placerade – 8 deltagande klubblag |
| ------------------------------------------------------------ | ------------------------------------------------------------ | ------------------------------------------------------------ | ------------------------------------------------------------ | ------------------------------------------------------------ |
| Lag 1                                                        | Totalt                                                       | Lag 2                                                        | Möte 1                                                       | Möte 2                                                       |
| PSV                                                          | 4–0                                                          | FC Midtjylland                                               | 3–0                                                          | 1–0                                                          |
| Spartak Moskva                                               | 0–4                                                          | Benfica                                                      | 0–2                                                          | 0–2                                                          |
| Genk                                                         | 2–4                                                          | Sjachtar Donetsk                                             | 1–2                                                          | 1–2                                                          |
| Sparta Prag                                                  | 1–4                                                          | AS Monaco                                                    | 0–2                                                          | 1–3                                                          |

### Playoffomgången
| Playoffomgången – Mästare – 8 deltagande klubblag | Playoffomgången – Mästare – 8 deltagande klubblag | Playoffomgången – Mästare – 8 deltagande klubblag | Playoffomgången – Mästare – 8 deltagande klubblag | Playoffomgången – Mästare – 8 deltagande klubblag |
| ------------------------------------------------- | ------------------------------------------------- | ------------------------------------------------- | ------------------------------------------------- | ------------------------------------------------- |
| Lag 1                                             | Totalt                                            | Lag 2                                             | Möte 1                                            | Möte 2                                            |
| Red Bull Salzburg                                 | 4–2                                               | Brøndby IF                                        | 2–1                                               | 2–1                                               |
| Young Boys                                        | 6–4                                               | Ferencváros                                       | 3–2                                               | 3–2                                               |
| Malmö FF                                          | 3–2                                               | Ludogorets Razgrad                                | 2–0                                               | 1–2                                               |
| Sheriff Tiraspol                                  | 3–0                                               | Dinamo Zagreb                                     | 3–0                                               | 0–0                                               |

| Playoffomgången – Bäst placerade – 4 deltagande klubblag | Playoffomgången – Bäst placerade – 4 deltagande klubblag | Playoffomgången – Bäst placerade – 4 deltagande klubblag | Playoffomgången – Bäst placerade – 4 deltagande klubblag | Playoffomgången – Bäst placerade – 4 deltagande klubblag |
| -------------------------------------------------------- | -------------------------------------------------------- | -------------------------------------------------------- | -------------------------------------------------------- | -------------------------------------------------------- |
| Lag 1                                                    | Totalt                                                   | Lag 2                                                    | Möte 1                                                   | Möte 2                                                   |
| AS Monaco                                                | 2–3                                                      | Sjachtar Donetsk                                         | 0–1                                                      | 2–2 (e.f.)                                               |
| Benfica                                                  | 2–1                                                      | PSV                                                      | 2–1                                                      | 0–0                                                      |

## Gruppspel
Sheriff Tiraspol gör sin debut och är den första klubben från Moldavien att spela ett Champions League-gruppspel.

### Grupp A
| Nr | Lag                 | S | V | O | F | GM | IM | MS  | P  |
| -- | ------------------- | - | - | - | - | -- | -- | --- | -- |
| 1  | Manchester City     | 6 | 4 | 0 | 2 | 18 | 10 | +8  | 12 |
| 2  | Paris Saint-Germain | 6 | 3 | 2 | 1 | 13 | 8  | +5  | 11 |
| 3  | RB Leipzig          | 6 | 2 | 1 | 3 | 15 | 14 | +1  | 7  |
| 4  | Club Brugge         | 6 | 1 | 1 | 4 | 6  | 20 | −14 | 4  |

| Hemma \ Borta       |     |     |     |     |
| Club Brugge         | —   | 1–5 | 1–1 | 0–5 |
| Manchester City     | 4–1 | —   | 2–1 | 6–3 |
| Paris Saint-Germain | 4–1 | 2–0 | —   | 3–2 |
| RB Leipzig          | 1–2 | 2–1 | 2–2 | —   |

### Grupp B
| Nr | Lag             | S | V | O | F | GM | IM | MS  | P  |
| -- | --------------- | - | - | - | - | -- | -- | --- | -- |
| 1  | Liverpool       | 6 | 6 | 0 | 0 | 17 | 6  | +11 | 18 |
| 2  | Atlético Madrid | 6 | 2 | 1 | 3 | 7  | 8  | −1  | 7  |
| 3  | Porto           | 6 | 1 | 2 | 3 | 4  | 11 | −7  | 5  |
| 4  | AC Milan        | 6 | 1 | 1 | 4 | 6  | 9  | −3  | 4  |

| Hemma \ Borta   |     |     |     |     |
| AC Milan        | —   | 1–2 | 1–2 | 1–1 |
| Atlético Madrid | 0–1 | —   | 2–3 | 0–0 |
| Liverpool       | 3–2 | 2–0 | —   | 2–0 |
| Porto           | 1–0 | 1–3 | 1–5 | —   |

### Grupp C
| Nr | Lag               | S | V | O | F | GM | IM | MS  | P  |
| -- | ----------------- | - | - | - | - | -- | -- | --- | -- |
| 1  | Ajax              | 6 | 6 | 0 | 0 | 20 | 5  | +15 | 18 |
| 2  | Sporting Lissabon | 6 | 3 | 0 | 3 | 14 | 12 | +2  | 9  |
| 3  | Borussia Dortmund | 6 | 3 | 0 | 3 | 10 | 11 | −1  | 9  |
| 4  | Beşiktaş          | 6 | 0 | 0 | 6 | 3  | 19 | −16 | 0  |

| Hemma \ Borta     |     |     |     |     |
| Ajax              | —   | 2–0 | 4–0 | 4–2 |
| Beşiktaş          | 1–2 | —   | 1–2 | 1–4 |
| Borussia Dortmund | 1–3 | 5–0 | —   | 1–0 |
| Sporting Lissabon | 1–5 | 4–0 | 3–1 | —   |

### Grupp D
| Nr | Lag              | S | V | O | F | GM | IM | MS  | P  |
| -- | ---------------- | - | - | - | - | -- | -- | --- | -- |
| 1  | Real Madrid      | 6 | 5 | 0 | 1 | 14 | 3  | +11 | 15 |
| 2  | Inter            | 6 | 3 | 1 | 2 | 8  | 5  | +3  | 10 |
| 3  | Sheriff Tiraspol | 6 | 2 | 1 | 3 | 7  | 11 | −4  | 7  |
| 4  | Sjachtar Donetsk | 6 | 0 | 2 | 4 | 2  | 12 | −10 | 2  |

| Hemma \ Borta    |     |     |     |     |
| Inter            | —   | 0–1 | 3–1 | 2–0 |
| Real Madrid      | 2–0 | —   | 1–2 | 2–1 |
| Sheriff Tiraspol | 1–3 | 0–3 | —   | 2–0 |
| Sjachtar Donetsk | 0–0 | 0–5 | 1–1 | —   |

### Grupp E
| Nr | Lag            | S | V | O | F | GM | IM | MS  | P  |
| -- | -------------- | - | - | - | - | -- | -- | --- | -- |
| 1  | Bayern München | 6 | 6 | 0 | 0 | 22 | 3  | +19 | 18 |
| 2  | Benfica        | 6 | 2 | 2 | 2 | 7  | 9  | −2  | 8  |
| 3  | Barcelona      | 6 | 2 | 1 | 3 | 2  | 9  | −7  | 7  |
| 4  | Dynamo Kiev    | 6 | 0 | 1 | 5 | 1  | 11 | −10 | 1  |

| Hemma \ Borta  |     |     |     |     |
| Barcelona      | —   | 0–3 | 0–0 | 1–0 |
| Bayern München | 3–0 | —   | 5–2 | 5–0 |
| Benfica        | 3–0 | 0–4 | —   | 2–0 |
| Dynamo Kiev    | 0–1 | 1–2 | 0–0 | —   |

### Grupp F
| Nr | Lag               | S | V | O | F | GM | IM | MS | P  |
| -- | ----------------- | - | - | - | - | -- | -- | -- | -- |
| 1  | Manchester United | 6 | 3 | 2 | 1 | 11 | 8  | +3 | 11 |
| 2  | Villarreal        | 6 | 3 | 1 | 2 | 12 | 9  | +3 | 10 |
| 3  | Atalanta          | 6 | 1 | 3 | 2 | 12 | 13 | −1 | 6  |
| 4  | Young Boys        | 6 | 1 | 2 | 3 | 7  | 12 | −5 | 5  |

| Hemma \ Borta     |     |     |     |     |
| Atalanta          | —   | 2–2 | 2–3 | 1–0 |
| Manchester United | 3–2 | —   | 2–1 | 1–1 |
| Villarreal        | 2–2 | 0–2 | —   | 2–0 |
| Young Boys        | 3–3 | 2–1 | 1–4 | —   |

### Grupp G
| Nr | Lag               | S | V | O | F | GM | IM | MS | P  |
| -- | ----------------- | - | - | - | - | -- | -- | -- | -- |
| 1  | Lille             | 6 | 3 | 2 | 1 | 7  | 4  | +3 | 11 |
| 2  | Red Bull Salzburg | 6 | 3 | 1 | 2 | 8  | 6  | +2 | 10 |
| 3  | Sevilla           | 6 | 1 | 3 | 2 | 5  | 5  | 0  | 6  |
| 4  | Wolfsburg         | 6 | 1 | 2 | 3 | 5  | 10 | −5 | 5  |

| Hemma \ Borta     |     |     |     |     |
| Lille             | —   | 1–0 | 0–0 | 0–0 |
| Red Bull Salzburg | 2–1 | —   | 1–0 | 3–1 |
| Sevilla           | 1–2 | 1–1 | —   | 2–0 |
| Wolfsburg         | 1–3 | 2–1 | 1–1 | —   |

### Grupp H
| Nr | Lag                    | S | V | O | F | GM | IM | MS  | P  |
| -- | ---------------------- | - | - | - | - | -- | -- | --- | -- |
| 1  | Juventus               | 6 | 5 | 0 | 1 | 10 | 6  | +4  | 15 |
| 2  | Chelsea                | 6 | 4 | 1 | 1 | 13 | 4  | +9  | 13 |
| 3  | Zenit Sankt Petersburg | 6 | 1 | 2 | 3 | 10 | 10 | 0   | 5  |
| 4  | Malmö FF               | 6 | 0 | 1 | 5 | 1  | 14 | −13 | 1  |

| Hemma \ Borta          |     |     |     |     |
| Chelsea                | —   | 4–0 | 4–0 | 1–0 |
| Juventus               | 1–0 | —   | 1–0 | 4–2 |
| Malmö FF               | 0–1 | 0–3 | —   | 1–1 |
| Zenit Sankt Petersburg | 3–3 | 0–1 | 4–0 | —   |

## Slutspel
Varje match i slutspelet förutom finalen spelas i ett dubbelmöte, där lagen spelar en match på hemmaplan och en match på bortaplan.

Lottningen till de olika omgångarna var enligt följande:
- I lottningen till åttondelsfinalerna var de åtta gruppvinnarna från gruppspelet seedade och de åtta grupptvåorna oseedade. De seedade lagen lottades mot oseedade lag och de seedade lagen hade hemmaplan i den andra matchen i dubbelmötena. Lag från samma grupp eller samma land kunde inte lottas mot varandra.
- I lottningen till kvartsfinalerna och semifinalerna var där ingen seedning men samma regler som tidigare användes att ett lag från samma grupp eller land inte kunde lottas mot varandra.

### Slutspelsträd
|  | Åttondelsfinaler    | Åttondelsfinaler   | Åttondelsfinaler | Åttondelsfinaler |                 |           | Kvartsfinaler | Kvartsfinaler | Kvartsfinaler | Kvartsfinaler |  |  | Semifinaler | Semifinaler | Semifinaler | Semifinaler |  |  | Final | Final | Final | Final |
|  |                     |                    |                  |                  |                 |           |               |               |               |               |  |  |             |             |             |             |  |  |       |       |       |       |
|  |                     |                    |                  |                  |                 |           |               |               |               |               |  |  |             |             |             |             |  |  |       |       |       |       |
|  |                     |                    |                  |                  |                 |           |               |               |               |               |  |  |             |             |             |             |  |  |       |       |       |       |
|  | Benfica             | 2                  | 1                | 3                |                 |           |               |               |               |               |  |  |             |             |             |             |  |  |       |       |       |       |
|  | Benfica             | 2                  | 1                | 3                |                 |           |               |               |               |               |  |  |             |             |             |             |  |  |       |       |       |       |
|  | Ajax                | 2                  | 0                | 2                |                 |           |               |               |               |               |  |  |             |             |             |             |  |  |       |       |       |       |
|  | Ajax                | 2                  | 0                | 2                | Benfica         | 1         | 3             | 4             |               |               |  |  |             |             |             |             |  |  |       |       |       |       |
|  |                     |                    |                  |                  | Benfica         | 1         | 3             | 4             |               |               |  |  |             |             |             |             |  |  |       |       |       |       |
|  |                     | Liverpool          | 3                | 3                | 6               |           |               |               |               |               |  |  |             |             |             |             |  |  |       |       |       |       |
|  | Inter               | Liverpool          | 3                | 3                | 6               | 0         | 1             | 1             |               |               |  |  |             |             |             |             |  |  |       |       |       |       |
|  | Inter               |                    |                  |                  |                 | 0         | 1             | 1             |               |               |  |  |             |             |             |             |  |  |       |       |       |       |
|  | Liverpool           | 2                  | 0                | 2                |                 |           |               |               |               |               |  |  |             |             |             |             |  |  |       |       |       |       |
|  | Liverpool           | 2                  | 0                | 2                | Liverpool       | 2         | 3             | 5             |               |               |  |  |             |             |             |             |  |  |       |       |       |       |
|  |                     |                    |                  |                  | Liverpool       | 2         | 3             | 5             |               |               |  |  |             |             |             |             |  |  |       |       |       |       |
|  |                     | Villarreal         | 0                | 2                | 2               |           |               |               |               |               |  |  |             |             |             |             |  |  |       |       |       |       |
|  | Villarreal          | Villarreal         | 0                | 2                | 2               | 1         | 3             | 4             |               |               |  |  |             |             |             |             |  |  |       |       |       |       |
|  | Villarreal          |                    |                  |                  |                 | 1         | 3             | 4             |               |               |  |  |             |             |             |             |  |  |       |       |       |       |
|  | Juventus            | 1                  | 0                | 1                |                 |           |               |               |               |               |  |  |             |             |             |             |  |  |       |       |       |       |
|  | Juventus            | 1                  | 0                | 1                | Villarreal      | 1         | 1             | 2             |               |               |  |  |             |             |             |             |  |  |       |       |       |       |
|  |                     |                    |                  |                  | Villarreal      | 1         | 1             | 2             |               |               |  |  |             |             |             |             |  |  |       |       |       |       |
|  |                     | Bayern München     | 0                | 1                | 1               |           |               |               |               |               |  |  |             |             |             |             |  |  |       |       |       |       |
|  | Red Bull Salzburg   | Bayern München     | 0                | 1                | 1               | 1         | 1             | 2             |               |               |  |  |             |             |             |             |  |  |       |       |       |       |
|  | Red Bull Salzburg   |                    |                  |                  |                 | 1         | 1             | 2             |               |               |  |  |             |             |             |             |  |  |       |       |       |       |
|  | Bayern München      | 1                  | 7                | 8                |                 |           |               |               |               |               |  |  |             |             |             |             |  |  |       |       |       |       |
|  | Bayern München      | 1                  | 7                | 8                | Liverpool       | Liverpool | Liverpool     | 0             |               |               |  |  |             |             |             |             |  |  |       |       |       |       |
|  |                     |                    |                  |                  | Liverpool       | Liverpool | Liverpool     | 0             |               |               |  |  |             |             |             |             |  |  |       |       |       |       |
|  |                     | Real Madrid        | Real Madrid      | Real Madrid      | 1               |           |               |               |               |               |  |  |             |             |             |             |  |  |       |       |       |       |
|  | Sporting Lissabon   | Real Madrid        | Real Madrid      | Real Madrid      | 1               | 0         | 0             | 0             |               |               |  |  |             |             |             |             |  |  |       |       |       |       |
|  | Sporting Lissabon   |                    |                  |                  |                 | 0         | 0             | 0             |               |               |  |  |             |             |             |             |  |  |       |       |       |       |
|  | Manchester City     | 5                  | 0                | 5                |                 |           |               |               |               |               |  |  |             |             |             |             |  |  |       |       |       |       |
|  | Manchester City     | 5                  | 0                | 5                | Manchester City | 1         | 0             | 1             |               |               |  |  |             |             |             |             |  |  |       |       |       |       |
|  |                     |                    |                  |                  | Manchester City | 1         | 0             | 1             |               |               |  |  |             |             |             |             |  |  |       |       |       |       |
|  |                     | Atlético Madrid    | 0                | 0                | 0               |           |               |               |               |               |  |  |             |             |             |             |  |  |       |       |       |       |
|  | Atlético Madrid     | Atlético Madrid    | 0                | 0                | 0               | 1         | 1             | 2             |               |               |  |  |             |             |             |             |  |  |       |       |       |       |
|  | Atlético Madrid     |                    |                  |                  |                 | 1         | 1             | 2             |               |               |  |  |             |             |             |             |  |  |       |       |       |       |
|  | Manchester United   | 1                  | 0                | 1                |                 |           |               |               |               |               |  |  |             |             |             |             |  |  |       |       |       |       |
|  | Manchester United   | 1                  | 0                | 1                | Manchester City | 4         | 1             | 5             |               |               |  |  |             |             |             |             |  |  |       |       |       |       |
|  |                     |                    |                  |                  | Manchester City | 4         | 1             | 5             |               |               |  |  |             |             |             |             |  |  |       |       |       |       |
|  |                     | Real Madrid (e.f.) | 3                | 3                | 6               |           |               |               |               |               |  |  |             |             |             |             |  |  |       |       |       |       |
|  | Chelsea             | Real Madrid (e.f.) | 3                | 3                | 6               | 2         | 2             | 4             |               |               |  |  |             |             |             |             |  |  |       |       |       |       |
|  | Chelsea             |                    |                  |                  |                 | 2         | 2             | 4             |               |               |  |  |             |             |             |             |  |  |       |       |       |       |
|  | Lille               | 0                  | 1                | 1                |                 |           |               |               |               |               |  |  |             |             |             |             |  |  |       |       |       |       |
|  | Lille               | 0                  | 1                | 1                | Chelsea         | 1         | 3             | 4             |               |               |  |  |             |             |             |             |  |  |       |       |       |       |
|  |                     |                    |                  |                  | Chelsea         | 1         | 3             | 4             |               |               |  |  |             |             |             |             |  |  |       |       |       |       |
|  |                     | Real Madrid (e.f.) | 3                | 2                | 5               |           |               |               |               |               |  |  |             |             |             |             |  |  |       |       |       |       |
|  | Paris Saint-Germain | Real Madrid (e.f.) | 3                | 2                | 5               | 1         | 1             | 2             |               |               |  |  |             |             |             |             |  |  |       |       |       |       |
|  | Paris Saint-Germain |                    |                  |                  |                 | 1         | 1             | 2             |               |               |  |  |             |             |             |             |  |  |       |       |       |       |
|  | Real Madrid         | 0                  | 3                | 3                |                 |           |               |               |               |               |  |  |             |             |             |             |  |  |       |       |       |       |
|  | Real Madrid         | 0                  | 3                | 3                |                 |           |               |               |               |               |  |  |             |             |             |             |  |  |       |       |       |       |

### Åttondelsfinaler
Lottningen för åttondelsfinalerna skedde den 13 december 2021, ursprungligen klockan 12:00 UTC+1. Lottningen innehöll flera oegentligheter, Manchester United inkluderades av misstag i lottningen som en motståndare för Villarreal (båda var i samma grupp), även Liverpool inkluderades felaktigt i lottningen för Atlético Madrids motståndare (även de båda var i samma grupp). Uefa meddelade senare samma dag att lottningen skulle göras om helt klockan 15:00 UTC+1.
De första matcherna spelades den 15, 16, 22 och 23 februari och returmötena spelades den 8, 9, 15 och 16 mars 2022.
| Åttondelsfinaler – 16 deltagande klubblag | Åttondelsfinaler – 16 deltagande klubblag | Åttondelsfinaler – 16 deltagande klubblag | Åttondelsfinaler – 16 deltagande klubblag | Åttondelsfinaler – 16 deltagande klubblag |
| ----------------------------------------- | ----------------------------------------- | ----------------------------------------- | ----------------------------------------- | ----------------------------------------- |
| Lag 1                                     | Totalt                                    | Lag 2                                     | Möte 1                                    | Möte 2                                    |
| Red Bull Salzburg                         | 2–8                                       | Bayern München                            | 1–1                                       | 1–7                                       |
| Sporting Lissabon                         | 0–5                                       | Manchester City                           | 0–5                                       | 0–0                                       |
| Benfica                                   | 3–2                                       | Ajax                                      | 2–2                                       | 1–0                                       |
| Chelsea                                   | 4–1                                       | Lille                                     | 2–0                                       | 2–1                                       |
| Atlético Madrid                           | 2–1                                       | Manchester United                         | 1–1                                       | 1–0                                       |
| Villarreal                                | 4–1                                       | Juventus                                  | 1–1                                       | 3–0                                       |
| Inter                                     | 1–2                                       | Liverpool                                 | 0–2                                       | 1–0                                       |
| Paris Saint-Germain                       | 2–3                                       | Real Madrid                               | 1–0                                       | 1–3                                       |

### Kvartsfinaler
Lottningen för kvartsfinalerna hölls den 18 mars 2022, 12:00 UTC+1.
De första matcherna spelades den 5 och 6 april och returmötena spelades den 12 och 13 april 2022.
| Kvartsfinaler – 8 deltagande klubblag | Kvartsfinaler – 8 deltagande klubblag | Kvartsfinaler – 8 deltagande klubblag | Kvartsfinaler – 8 deltagande klubblag | Kvartsfinaler – 8 deltagande klubblag |
| ------------------------------------- | ------------------------------------- | ------------------------------------- | ------------------------------------- | ------------------------------------- |
| Lag 1                                 | Totalt                                | Lag 2                                 | Möte 1                                | Möte 2                                |
| Chelsea                               | 4–5                                   | Real Madrid                           | 1–3                                   | 3–2 (e.f.)                            |
| Manchester City                       | 1–0                                   | Atlético Madrid                       | 1–0                                   | 0–0                                   |
| Villarreal                            | 2–1                                   | Bayern München                        | 1–0                                   | 1–1                                   |
| Benfica                               | 4–6                                   | Liverpool                             | 1–3                                   | 3–3                                   |

### Semifinaler
Lottningen för semifinalerna hölls den 18 mars 2022, 12:00 UTC+1, efter lottningen för kvartsfinalerna.
De första matcherna spelades den 26 och 27 april och returmötena spelades den 3 och 4 maj 2022.
| Semifinaler – 4 deltagande klubblag | Semifinaler – 4 deltagande klubblag | Semifinaler – 4 deltagande klubblag | Semifinaler – 4 deltagande klubblag | Semifinaler – 4 deltagande klubblag |
| ----------------------------------- | ----------------------------------- | ----------------------------------- | ----------------------------------- | ----------------------------------- |
| Lag 1                               | Totalt                              | Lag 2                               | Möte 1                              | Möte 2                              |
| Manchester City                     | 5–6                                 | Real Madrid                         | 4–3                                 | 1–3 (e.f.)                          |
| Liverpool                           | 5–2                                 | Villarreal                          | 2–0                                 | 3–2                                 |

### Final
|             | 28 maj 2022 | Liverpool | 0 – 1           | Real Madrid         | Stade de France                                               |                                                               |
| 21:36 UTC+2 | 21:36 UTC+2 |           | (0 – 0) Rapport | 59′ Vinícius Júnior | Saint-Denis Publik: 75 000 Domare: Clément Turpin (Frankrike) | Saint-Denis Publik: 75 000 Domare: Clément Turpin (Frankrike) |
| 21:36 UTC+2 | 21:36 UTC+2 |           |                 |                     | Saint-Denis Publik: 75 000 Domare: Clément Turpin (Frankrike) | Saint-Denis Publik: 75 000 Domare: Clément Turpin (Frankrike) |
| 21:36 UTC+2 | 21:36 UTC+2 |           |                 |                     | Saint-Denis Publik: 75 000 Domare: Clément Turpin (Frankrike) | Saint-Denis Publik: 75 000 Domare: Clément Turpin (Frankrike) |

## Statistik
I följande statistik är kvalomgångarna och playoff matcherna inte medräknade.
Spelare och klubbar i fetstilt är fortfarande aktiva i turneringen.

### Skytteliga
| Rank | Spelare            | Lag               | Mål | Spelade minuter |
| ---- | ------------------ | ----------------- | --- | --------------- |
| 1    | Sébastien Haller   | Ajax              | 11  | 578             |
| 2    | Robert Lewandowski | Bayern München    | 9   | 606             |
| 3    | Mohamed Salah      | Liverpool         | 8   | 554             |
| 4    | Christopher Nkunku | RB Leipzig        | 7   | 531             |
| 5    | Cristiano Ronaldo  | Manchester United | 6   | 521             |
| 5    | Riyad Mahrez       | Manchester City   | 6   | 608             |

### Assistliga
| Rank | Spelare         | Lag                 | Assist | Spelade minuter |
| ---- | --------------- | ------------------- | ------ | --------------- |
| 1    | Bruno Fernandes | Manchester United   | 7      | 453             |
| 2    | Antony          | Ajax                | 5      | 487             |
| 3    | Kylian Mbappé   | Paris Saint-Germain | 4      | 583             |
| 3    | Leroy Sané      | Bayern München      | 4      | 590             |
| 5    | 11 spelare      | 11 spelare          | 3      |                 |